# Neso
Neso, med det tidigare provisoriska namnet S/2002 N 4,  är den yttersta av Neptunus månar. Den upptäcktes av bland andra Matthew J. Holman och Brett J. Gladman 14 augusti 2002.
Nesos avstånd till Neptunus är 1/3 astronomisk enhet (AU) vilket gör den till den mest avlägsna planetmåne som astronomerna känner till (2015). Avståndet är större än Merkurius avstånd från solen. Neso är också den måne som har längst omloppstid kring sin planet, 26,67 år (9740,73 dygn).

### Fotnoter
1. ↑  JPL (21 juli 2011). ”Planetary Satellite Discovery Circumstances” (på engelska). Jet Propulsion Laboratory. https://ssd.jpl.nasa.gov/?sat_discovery. Läst 10 juli 2015.
2. ↑  Daniel W. E. Green (1 oktober 2003). ”S/2001 U 2 and S/2002 N 4” (på engelska). IAU Circular 8213. http://www.cbat.eps.harvard.edu/iauc/08200/08213.html. Läst 10 juli 2015.
3. ↑  R. A. Jacobson (2008). ”NEP078 – JPL satellite ephemeris” (på engelska). Planetary Satellite Mean Orbital Parameters. https://ssd.jpl.nasa.gov/?sat_elem. Läst 10 juli 2015.
4. 1 2  Scott S. Sheppard, David C. Jewitt, Jan Kleyna (2006). ”A Survey for "Normal" Irregular Satellites Around Neptune: Limits to Completeness” (på engelska). The Astronomical Journal (132):  sid. 171–176. doi:10.1086/504799. http://arxiv.org/abs/astro-ph/0604552. Läst 10 juli 2015.
5. ↑  ”Planetary Satellite Physical parameters” (på engelska). NASA/JPL. https://ssd.jpl.nasa.gov/?sat_phys_par. Läst 10 juli 2015.